# William Phelps Eno
William Phelps Eno (ur. 3 czerwca 1858 w Nowym Jorku, zm. 3 grudnia 1945 w Norwalk) – amerykański architekt i inżynier ruchu drogowego.

## Życiorys
Urodził się 3 czerwca 1858 r. w Nowym Jorku jako najmłodsze z dziewięciorga dzieci. Jego ojcem był przedsiębiorca z branży nieruchomości Amos R. Eno. Wraz z rodziną mieszkał w eleganckiej kamienicy w modnej dzielnicy, przy 26 East Twenty-Third Street. To w tym okresie po raz pierwszy spotkał się ze zjawiskiem korków ulicznych, które wynikały wówczas z braku reguł ruchu drogowego. W grudniu 1867 r. wyjechał wraz z rodziną do Europy i zamieszkał w paryskim Grand Hotelu. Przerwaną edukację kontynuował we Francji. Następnie (w 1869 r.) przebywał w Wielkiej Brytanii, gdzie odwiedził Londyn, po czym powrócił do Nowego Jorku. Podczas kolejnej wizyty w Londynie Eno dostrzegł, że ruch w tym mieście, pomimo braku przepisów, funkcjonuje w miarę płynnie, dzięki stosowaniu zwyczajowych zasad przez jego uczestników.
W 1881 r. podjął studia architektoniczne na Yale University, a po ich ukończeniu rozpoczął pracę w firmie ojca. Po jego śmierci w 1898 r. zajął się kwestią ruchu drogowego. Już rok później napisał do magazynu „Rider & Driver” o konieczności wprowadzenia reguł ruchu, m.in. poruszania się po prawej stronie, wydawania uprawnień do prowadzenia pojazdów, sygnalizowania skrętów i maksymalnej dozwolonej prędkości. Później doprecyzował ten limit dla samochodów i rowerów na 10 mph oraz 3 mph – w przypadku zatłoczonych ulic. Napisał także podręcznik dla policji na ten temat. Jako pionier nowoczesnych (na owe czasy) rozwiązań w zakresie ruchu drogowego szybko został uznany za eksperta. W 1903 r. wydał pierwszy w Nowym Jorku kodeks drogowy, a także zaproponował dla Columbus Circle wprowadzenie jednokierunkowego ruchu okrężnego. W tym samym roku „The New York Herald” publikował regularnie teksty poświęcone warunkom na ulicach, w tym o licznych wypadkach i ich ofiarach; Eno zaś opłacił instalację 100 znaków przypominających o konieczności jazdy po prawej stronie jezdni.
Jednocześnie w Nowym Jorku wprowadzono pierwszeństwo na ulicach biegnących na osi północ-południe, a 20 listopada 1903 r. uchwalono wprowadzenie w życie kodeksu drogowego (którego był autorem), po czym na ulicach pojawiły się odpowiednie znaki drogowe. Wśród opracowanych przez niego elementów pasa drogowego znalazły się m.in. znak stop, ulice jednokierunkowe, postoje taksówek, azyle dla pieszych, ronda, pasy ruchu o zróżnicowanej prędkości. Lobbował na rzecz przepisów pozwalających stanom na rejestrację pojazdów i wydawanie praw jazdy. Z inicjatywy Eno powstała także konna jednostka policji, egzekwująca nowe przepisy. Wkrótce potem popadł w głośny konflikt z dowódcą policji, Williamem McAdoo, który nie chciał korzystać z jego porad.
Jego założenia zostały zaadaptowane m.in. we Francji, a usprawnienie i poprawa płynności ruchu miały istotne znaczenie w początkowej fazie I wojny światowej – po jej zakończeniu Eno został odznaczony Legią Honorową za swoje innowacje. Pod wpływem jego idei był m.in. włoski premier Benito Mussolini. W 1921 r. założył Eno Foundation for Transportation promującą ideę ujednolicania przepisów drogowych na całym świecie. 
Eno zaproponował także budowę w USA krajowej sieci nowoczesnych dróg, którą rozpoczęto w 1956 r. na podstawie Federal Highway Act. Pomimo znaczącego wkładu w regulację ruchu drogowego, Eno nie był fanem motoryzacji i nigdy nie starał się o uzyskanie prawa jazdy.
Otrzymał magisterium honoris causa Yale University; był członkiem New York Academy of Sciences oraz autorem ośmiu książek o ruchu drogowym.
Od 1883 r. żonaty z pochodzącą z Luizjany Alice Alenson Rathbone. Po jej śmierci (19 grudnia 1911 r.) pozostał wdowcem do 1943 r., kiedy to 15 kwietnia poślubił Albertę Averill Paz. Zmarł 3 grudnia 1945 r. w Norwalk, został pochowany na Simsbury Cemetery.